# كوارك جاري
الكواركات الجارية أو الكواركات المتدفقة (ويطلق عليها أيضا كواركات عارية) وتعرف بأنها لب كواركات أساسية (كوارك أساسي بدون غطاء) من الكوارك المكافئ.
فإذا كان الكوارك الأساسي، فإن الكوارك المتدفق يضرب الغطاء من الداخل بقوة عالية، فإنها تتسارع خلال التغطية وتتركها ورائها، بالإضافة إلى امتلاك الكوارك الجاري إلى حرية مقاربة خلال الحدود المعروفة لنظرية الاضطراب. وتسمى كتلة الكوارك المتدفق باسم كتلة كوارك جاري.
ليس لهذا المصطلح أي دور في وصف الهادرونات مع الكواركات الجارية الخفيفة:
| كوارك جاري | كتلة        | Δx        |
| كوارك علوي | 5–10 MeV/c2 | 20–40 فـم |
| كوارك سفلي | 5–10 MeV/c2 | 20–40 فـم |
| كوارك غريب |             |           |
| كوارك ساحر |             |           |
| كوارك قعري |             |           |
| كوارك قمي  |             |           |

وصف ممكن فقط بمساعدة نسبية ميكانيكية الكم.